# مارگو استیلی
مارگو استیلی (انگلیسی: Margo Stilley؛ زادهٔ ۲۰ نوامبر ۱۹۸۲) یک مانکن و هنرپیشه اهل ایالات متحده آمریکا است.
از فیلم‌ها یا مجموعه‌های تلویزیونی که وی در آن‌ها نقش داشته است می‌توان به مارپل آگاتا کریستی (۲۰۰۹) اشاره نمود.